# Barbara Weldon
Barbara Weldon, född 1829, död 31 oktober 1882, var en nyzeeländsk prostituerad och "original". 

## Biografi
Weldon föddes i County Limerick på Irland, antingen 1829 eller 1837. År 1861 befann hon sig i Melbourne i Australien, där hon beskrevs som en ökänd brottsling. Hon anlände till Dunedin i Nya Zeeland 1863, och som fattig och outbildad ensam kvinna fanns det få andra möjlighet att försörja sig där än genom prostitution. Under 1860-talet beskrevs hon som Dunedins mest druckna och lössläppta kvinna. Hon arresterades flera gånger för berusning på allmän plats och ansågs medföra ett så dåligt inflytande att hon år 1869 förvisades från staden till Hokitika. 
Under de följande åren dömdes hon upprepade gånger till straffarbete för fylla, obscent språk, lösdriveri, förargelseväckande beteende och självmordsförsök i domstolarna i Hokitika och Kumara. Prostitution var vid denna tidpunkt inte förbjudet som sådant på Nya Zeeland, men i praktiken användes lösdriverilagen Vagrant Act 1866 för att på olika sätt kontrollera verksamma i branschen. Prostituerade fick som regel öknamn, som till exempel 'Hobart Town Sal' och 'Porpoise Mary', och Barbara Weldon blev allmänt känd som 'the notorious', Den Notoriska, och känd som sådan i pressen. Hon omskrevs särskilt i West Coast Times, där hon regelbundet beskrevs för allmänheten som ökänd bråkmakare. 
Weldon beskrev som kraftig, sjuklig, blind på ena ögat, och med uttunnat hår på baksidan av huvudet, samt som mycket högljudd. Hon kunde läsa men inte skriva och omtalades för sitt vulgära språkbruk. Weldon var fattig och sjuklig, men fick ingen sympati. Tvärtom hånades hon regelbundet i pressen, som då hon i West Coast Times 1870 fick utstå spott och spe för sitt självmordsförsök. Hon hade efter att ha druckit sig berusad gjort upprepade försök att dränka sig i havet, och även när hon arresterades sagt att hon tänkte fortsätta försöka tills hon lyckades. Denna incident beskrevs som en roande eskapad i tidningarna. 
Barbara Weldon avled när det hus hon sov i utanför Kumara brändes ned. Detta bedömdes av myndigheterna som resultatet av en eldsvåda utan mänsklig orsak.